# تکه‌شیخی
تکه‌شیخی (به لاتین: Tekeshykhy) یک منطقه مسکونی در جمهوری آذربایجان است که در شهرستان قوبا واقع شده است.